# Mesochorus aranearum
Mesochorus aranearum là một loài tò vò trong họ Ichneumonidae.